# David Ostrosky
David Ostrosky  (Mexikóváros, 1956. szeptember 16. – 2023. augusztus 17.) mexikói színész.

## Élete
Zsidó származású. 2008-ban Rodolfo szerepét játszotta A szerelem nevében című sorozatban. 2010-ben Moisés Macotela szerepét játszotta A csábítás földjén sorozatban. 2012-ben megkapta Claudio Linares szerepét a Menekülés a szerelembe című teleregényben.

## Filmográfia

### Teleregények
- Hasta el fin del mundo (2014) .... Martín Cobo
- Por siempre mi amor (2013) .... Gilberto Cervantes
- Amit a szív diktál (Porque el amor manda) (2012) .... Lic. Astudillo
- Menekülés a szerelembe (Un refugio para el amor) (2012) .... Claudio Linares
- Una familia con suerte (2011) .... Lic. Ernesto Quesada
- Időtlen szerelem (Cuando me enamoro) (2011) .... Benjamín Casillas
- A csábítás földjén, Riválisok (Soy tu dueña) (2010) ..... Moisés Macotela
- Alma de Hierro (2009) ..... Alonso
- A szerelem nevében (En nombre del amor) (2008-2009) ..... Dr. Rodolfo Bermúdez
- Szerelempárlat (Destilando amor) (2007) ..... Eduardo Saldívar
- Duelo de pasiones (2006) ..... Elías Bernal
- Barrera de amor (2005-2006) .... Ulises Santillana
- Alborada (2005-2006) .... Agustín de Corsa
- Amy, la niña de la mochila azul (2004) ..... Sebastián Hinojosa
- Bajo la misma piel (2003) ..... Jaime Sandoval
- Hajrá skacok (¡Vivan los niños!) (2002-2003) ..... Dr. Bernardo Arias
- El juego de la vida (2001-2002) ..... Rafael
- Sin pecado concebido (2001) ..... Enrique
- El derecho de nacer (2001) ..... José Rivera
- Carita de ángel (2000-2001) ..... Dr. José Velasco
- La casa en la playa (2000) ..... César Villareal
- Cuento de Navidad (1999-2000)
- El diario de Daniela (1998-1999) ..... Gustavo Corona
- El secreto de Alejandra (1997) ..... Rubén
- Alguna vez tendremos alas (1997) ..... Dr. Ricardo Aguilera
- La antorcha encendida (1996) ..... Mariano Abasolo
- Marisol (1996) ..... Mariano Ruiz
- María (María la del barrio) (1995-1996) ..... Zabala
- Bajo un mismo rostro (1995) ..... Rubén
- Agujetas de color de rosa (1994) ..... Víctor Manuel
- Valentina (1993) ..... Diego
- María Mercedes (1992)
- Las secretas intenciones (1992) ..... Dr. Gilberto Fuentes
- Alcanzar una estrella II (1991) ..... Roberto
- La pícara soñadora (1991)....Claudio Rendón
- Simplemente María (1989) ... Rodrigo de Peñalvert
- Carrusel (1989) ... Isaac
- Teresa (1989) .... Willy
- Dos vidas (1988)
- Rosa salvaje (1987) .... Carlos
- Marionetas (1986)....Luis
- Principessa (1984) .... Juan Carlos

### Egyéb tévésorozatok
- Los simuladores  (2009)
- Mujeres asesinas .... Sandra Luisa apja (2008)
- Central de abasto (2008) ...  Jimena apja

### Színház
- Doce hombres en pugna (2009)

### Filmek
- La segunda noche (1999) ..... Saul
- Szeress Mexikóban (Como agua para chocolate) (1992) ..... Juan de la Garza
- Triste recuerdo (1990)
- Morirse esta en Hebreo (2007)
- Secretos de Familia (2009)